# Jean Bodart (homme politique belge)
Pour les articles homonymes, voir Jean Bodart et Bodart.
Jean Bodart  né à Merbes-le-Château le 11 septembre 1895 et mort à Saint-Gilles le 25 décembre 1964, est un avocat et un homme politique belge appartenant à la gauche chrétienne et un militant wallon.

## Biographie
Jean Élie Joseph Ghislain Bodart, né à Merbes-le-Château le 11 septembre 1895, est le fils d'un commis de l'administration des Postes. 
En 1920, il obtient un diplôme de docteur en droit de l'Université catholique de Louvain. En 1923, il s'inscrit comme avocat au barreau de Charleroi. Il prend part aux activités et à la fondation de la Ligue nationale des travailleurs chrétiens (1921-1922). Élu au conseil communal de Marchienne-au-Pont de 1926 à 1932, il n'est pas réélu cette année mais retrouve son mandat en 1936.

## Deux orientations: progressiste et wallonne
Toute sa vie politique aura été un affrontement avec les conservateurs catholiques de son parti et avec les Flamingants de la Ligue des travailleurs chrétiens. Il tente de regrouper les ligues des travailleurs chrétiens en Wallonie (sans y parvenir), déplore l'absence de Wallons dans le gouvernement Jaspar, est élu en 1929 député de Charleroi. Son élection le renforce dans son but qui est d'assurer l'indépendance du mouvement ouvrier chrétien au sein du monde catholique, ce qui est aussi l'idéal d'Élie Baussart fondateur de La Terre wallonne. En 1931, il écrit au Premier ministre avec plusieurs autres catholiques wallons, car il n'y a aucun ministre représentant les travailleurs chrétiens de Wallonie dans son gouvernement. Il cherche à nouveau à rassembler les travailleurs chrétiens estimant que la LNTC flamande monopolise les postes de direction dans cette fraction du monde catholique, mais il rencontre un nouvel échec. En 1932, lors des grandes grèves insurrectionnelles de 1932, il conclut une alliance avec les socialistes. Le gouvernement qui se forme alors sous la présidence de Charles de Broqueville est un gouvernement orienté au centre-droit. Bodart, qui a été réélu  triomphalement en 1932, démissionne de son poste de député en 1933 pour protester contre la politique suivie. Il porte ainsi à son comble sa popularité dans le monde ouvrier chrétien du Hainaut. Cette fois, il parvient à rassembler les sections wallonnes de la Ligue nationale des travailleurs chrétiens et à leur faire voter une résolution s'opposant aux pouvoirs spéciaux du gouvernement (moins celle de Liège) et cela en opposition avec toutes les régionales flamandes (sauf Anvers).

## La seule dissidence catholique de gauche réussie en Wallonie
En 1936, lors des élections qui verront le triomphe relatif de Rex, il crée une dissidence démocrate-chrétienne qui aura - fait sans précédent sauf l'élection de l'abbé Daens à Alost - deux élus (Bodart à Charleroi et Vouloir à Soignies). La décision avait été fortement influencée  par ce que le journal des démocrates-chrétiens de Charleroi, La vie nouvelle appela une « manœuvre odieuse de la fédération catholique de Charleroi » et qu'il rapporta comme suit :
«  Le 30 mars 1936, Monsieur Drion a déclaré une personnalité rexiste de l'arrondissement de Charleroi que, dans l'hypothèse d'une liste commune entre démocrates-chrétiens et conservateurs à Charleroi, il serait heureux de voir Rex présenter une liste pour que l'on puisse avoir la peau de Bodart. »
Sur le plan communautaire Bodart continue à se battre pour réclamer l'égalité des Flamands et des Wallons, notamment au sein des structures chrétiennes. Il est devenu directeur du quotidien catholique de gauche La Cité nouvelle (lancé le 1er janvier 1937), mais malade, il doit interrompre ses activités. Il les reprend en janvier 1938, mais ses premiers articles où il dénonce les brimades subies par les fonctionnaires wallons dans les administrations centrales et le déséquilibre entre les deux communautés au sein des organisations chrétiennes sont censurés. Il lance alors un nouveau quotidien, La Justice sociale.

### Rapprochement avec André Renard
Dans la biographie qu'il consacre à Élie Baussart qui a pu critiquer certaines des attitudes de Bodart, Jean Neuville, voit à la fois dans la démarche de Baussart et de Bodart des éléments similaires à ce que sera la position d'André Renard  durant la Grève générale de l'hiver 1960-1961. Il suggère cette démarche en l'expliquant par :
«  L'importance de l'intégration de certains éléments nationalistes (ou du moins ethniques), par ceux qui, voulant nourrir un mouvement qui doit réaliser l'objectif qu'ils se sont fixé, ont constaté que les contradictions économiques sont insuffisantes à cette alimentation. Certains rapprochements avec les prises de positions d'André Renard sur le problème wallon lors de la grève de 1960-1961 et avec les mouvements qui aboutirent à conquérir l'indépendance dans les anciennes colonies, seraient peut-être plein d'enseignements. »

## Une fin difficile
Il est alors exclu de la Ligue nationale des travailleurs chrétiens (10 mars 1938), perd son influence politique dans les organisations mais demeure populaire. Il faut attendre 1945 pour le voir reprendre son engagement politique. Il est parmi les fondateurs de l'Union démocratique belge (UDB), nouvelle tentative des chrétiens progressistes pour se rendre indépendants des centristes et des conservateurs catholiques. Cette expérience est un échec et Bodart s'éloigne de la politique: sa santé ne lui permet plus d'être actif et sur le plan matériel, il ne survit qu'avec l'aide matérielle de quelques amis.
À la suite de son décès à Saint-Gilles le 25 décembre 1964, les funérailles sont célébrées à l'église Sainte-Alène de Saint-Gilles.